# Château de Pitray
Pour les articles homonymes, voir Pitray.
Le château de Pitray est un château situé sur la commune de Gardegan-et-Tourtirac, dans le Castillonais, en Gironde.

## Historique et description
Le château actuel, à l'origine un manoir féodal du XVe siècle, remanié au XVIe siècle, a été entièrement reconstruit vers 1870 dans un style néo-gothique.

## Localisation
Sur une route vicinale entre les routes départementales D 123 et D 119 dans la commune de Gardegan-et-Tourtirac.

## Historique et description
Le manoir du XVe siècle fut construit par la famille Prieur. Il fut remanié au XVIe siècle par leurs descendants, une branche de la famille de Ségur. En 1715, Françoise, fille unique, épousa Élie de Simart, ancien échevin de Saint-Émilion.
Sous le second Empire, le Général de Simard de Pitray fit édifier le château actuel par l'architecte bordelais Alphonse Blanquière (1829-1899). 
Cet édifice est de style néo-renaissance à la mode de Viollet-le-Duc. 
Les allées conduisant au château débouchent sur la terrasse nord, ancienne cour intérieur des communs, à l'angle de laquelle a été construite la chapelle.
À l'est, des communs sous forme de deux bâtiments rectangulaires séparés par une cour. Un pigeonnier circulaire s'élève dans l'angle.
Des écuries ont été construites au nord.
À l'est un grand parc naturaliste dans le vallon plongeant vers le sud. 
Le parc, où dominent chênes et cèdres centenaires, a été dessiné par le pépiniériste bordelais Jean Escarpit (qui a également dessiné le Jardin Public à Bordeaux).
L'Allée couverte du Pitray est située dans les bois, à proximité du château.
Les héritiers actuels, le Comte et la Comtesse de Boigne, maintiennent la propriété familiale avec une activité viticole traditionnelle.

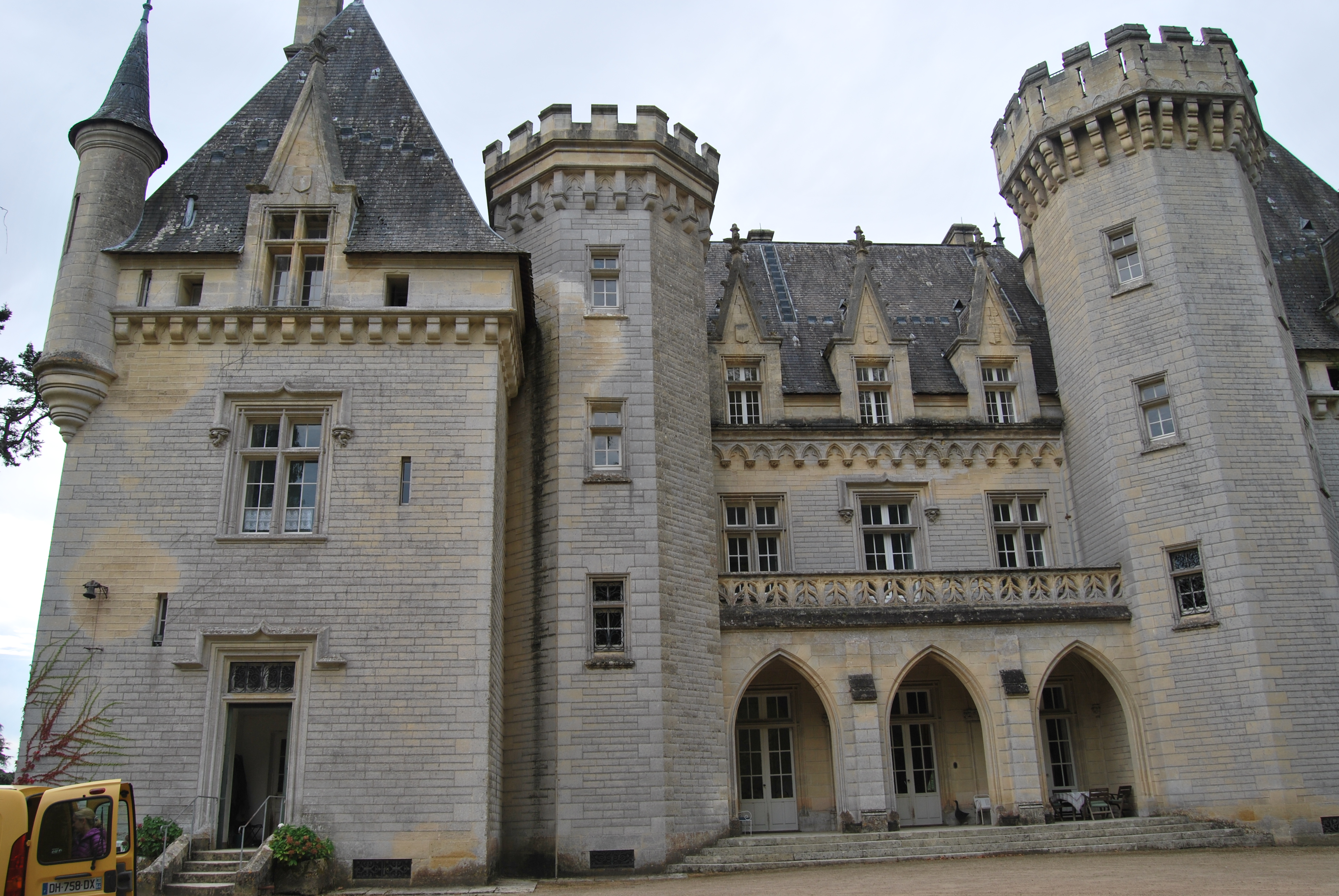
Façade nord
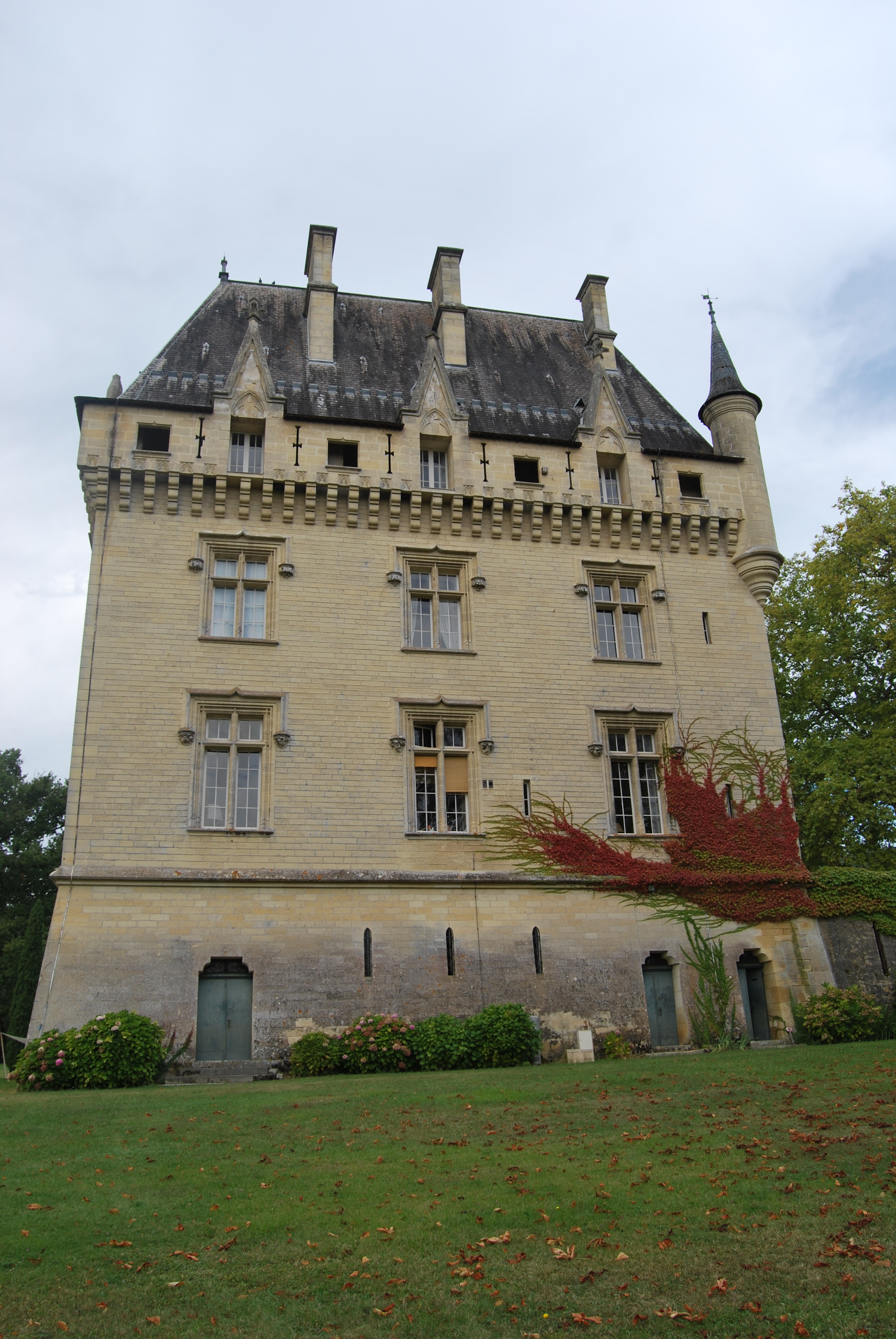
Façade est
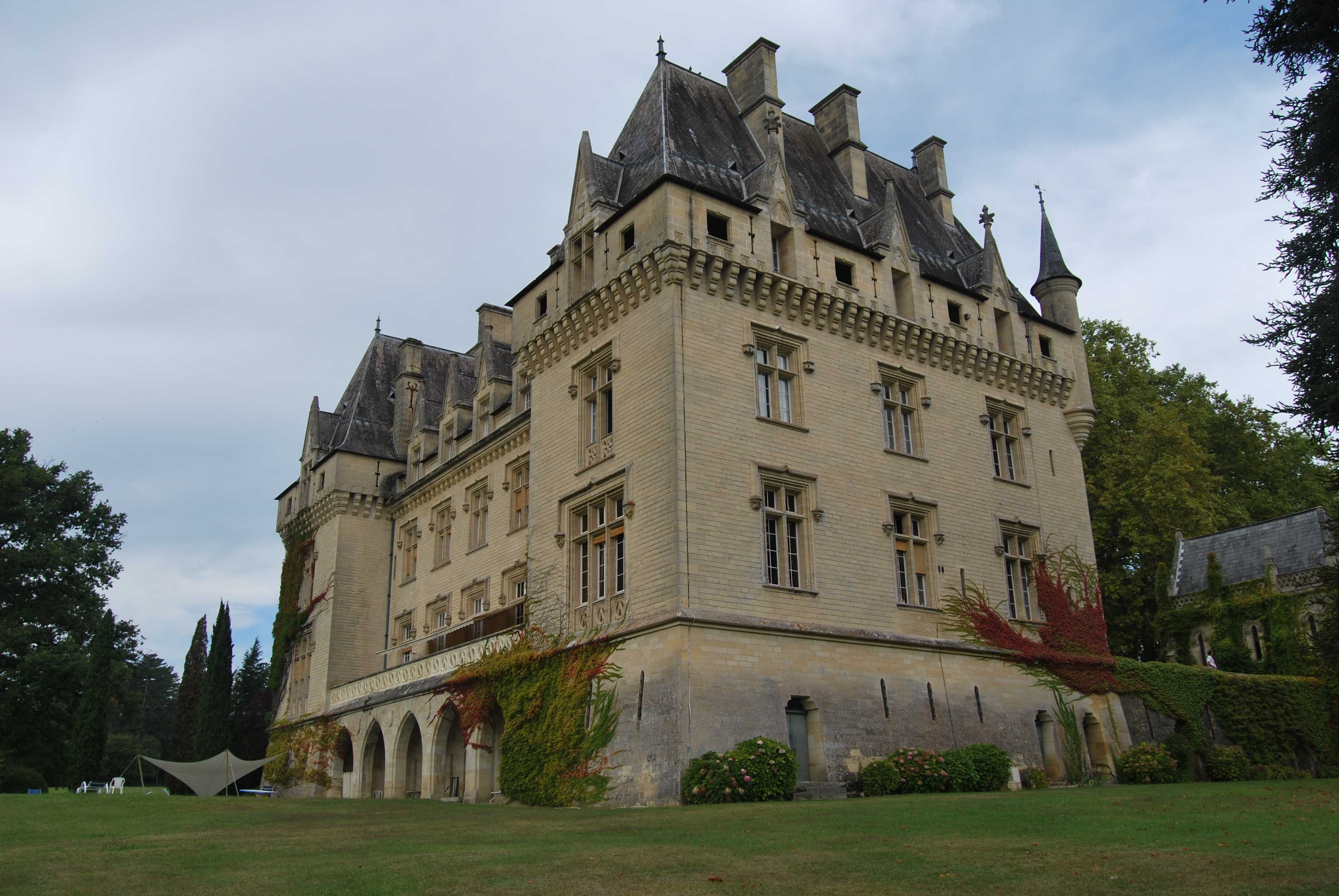
Façades est et sud
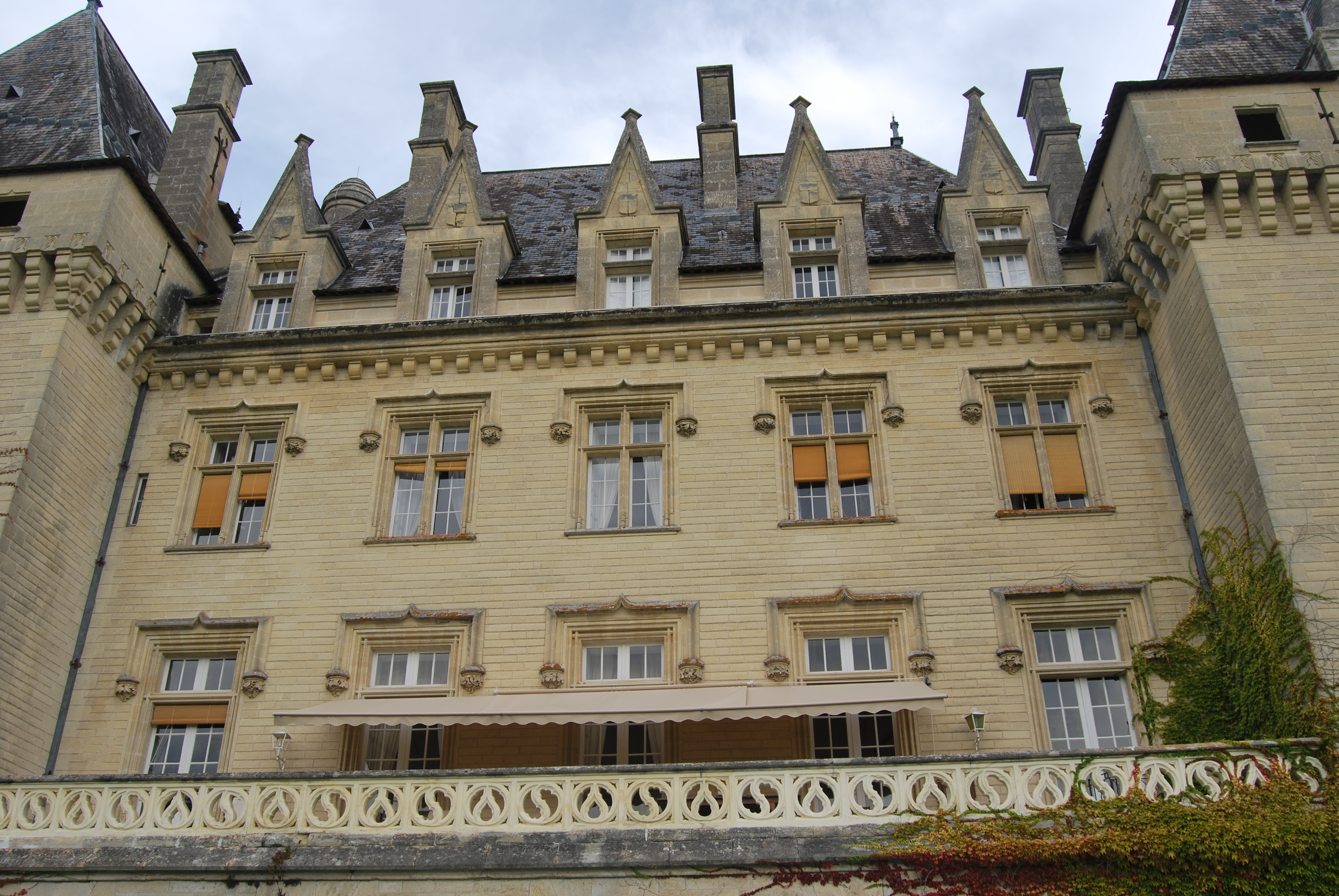
Façade sud
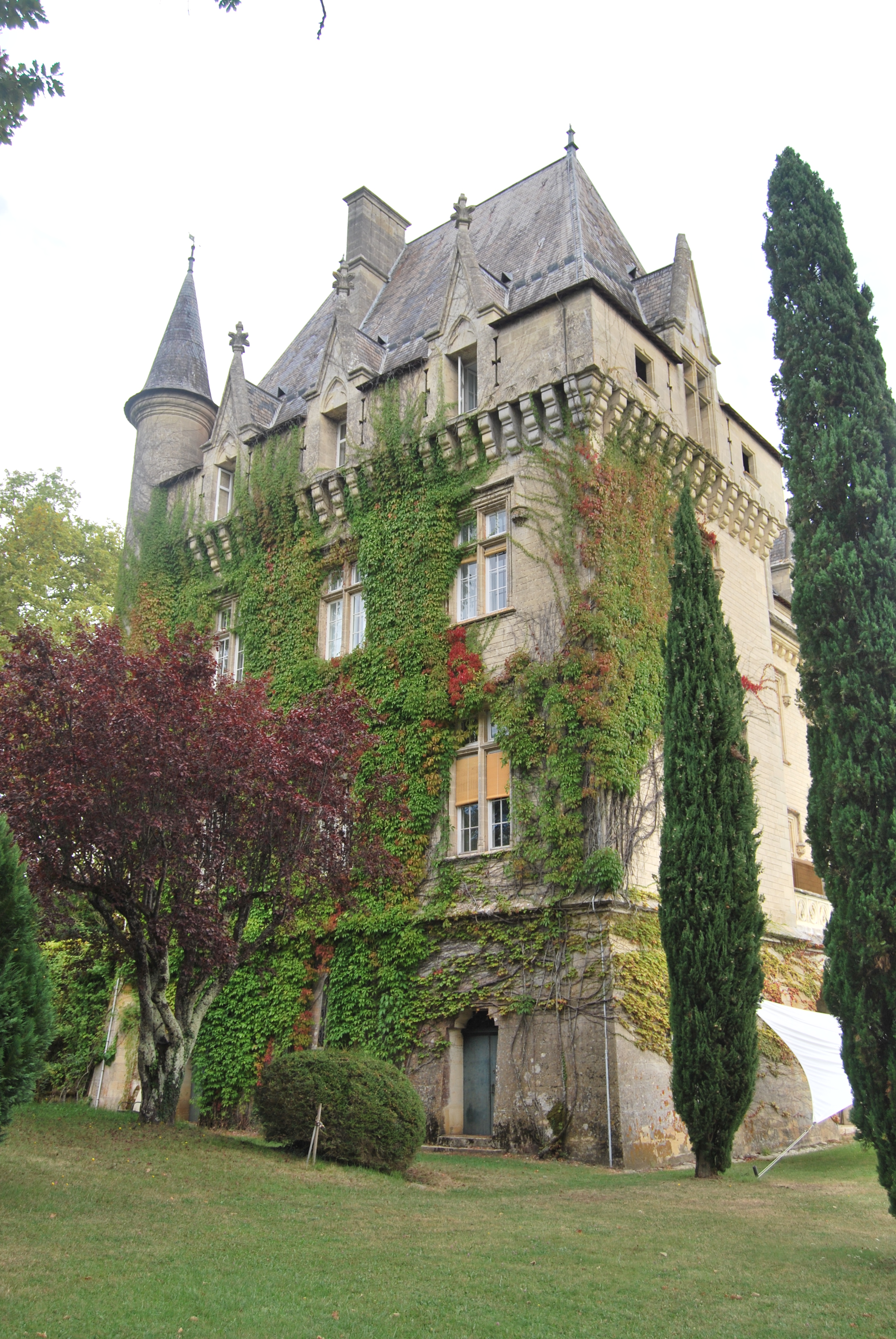
Façade ouest
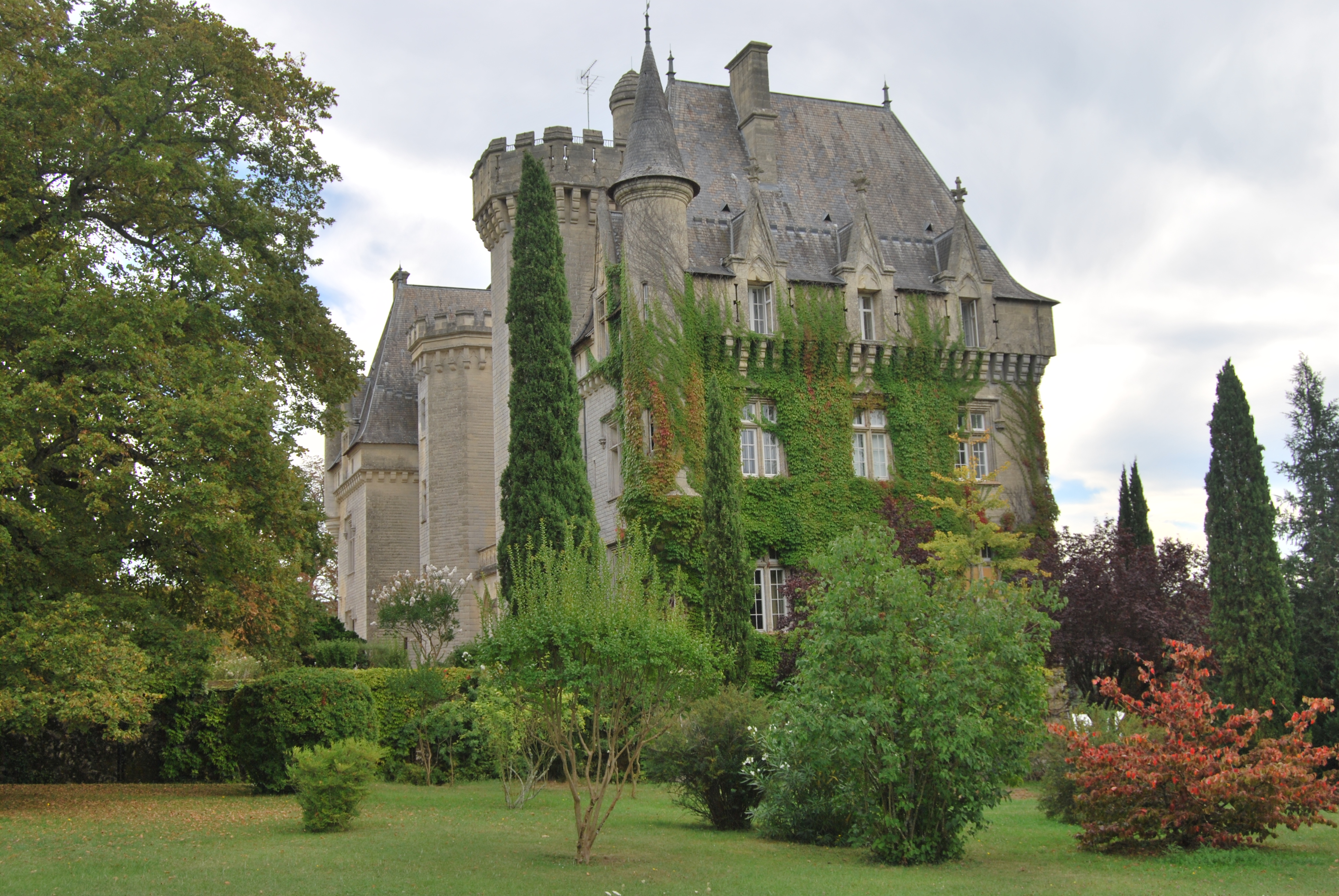
Façades ouest et nord
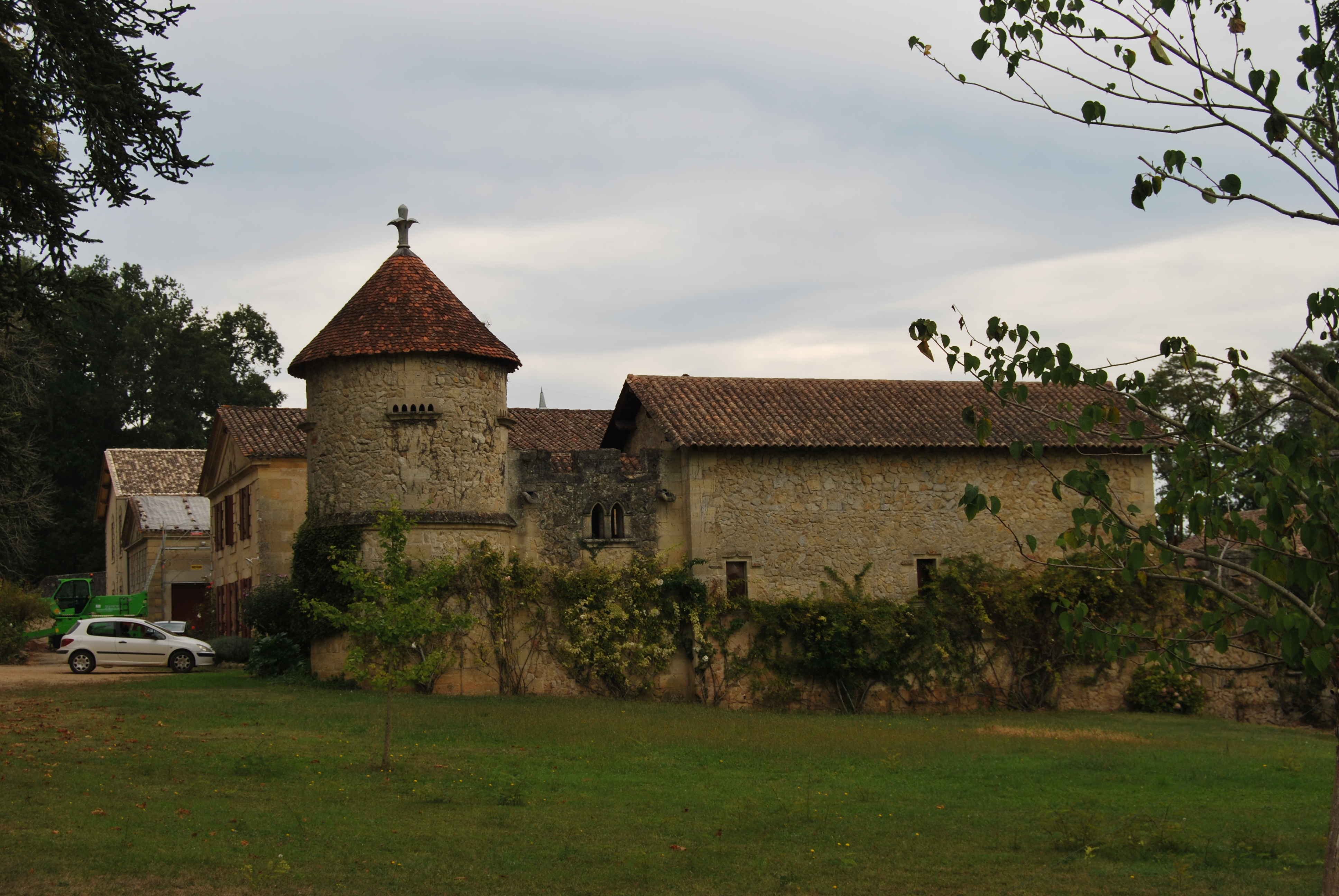
Le pigeonnier
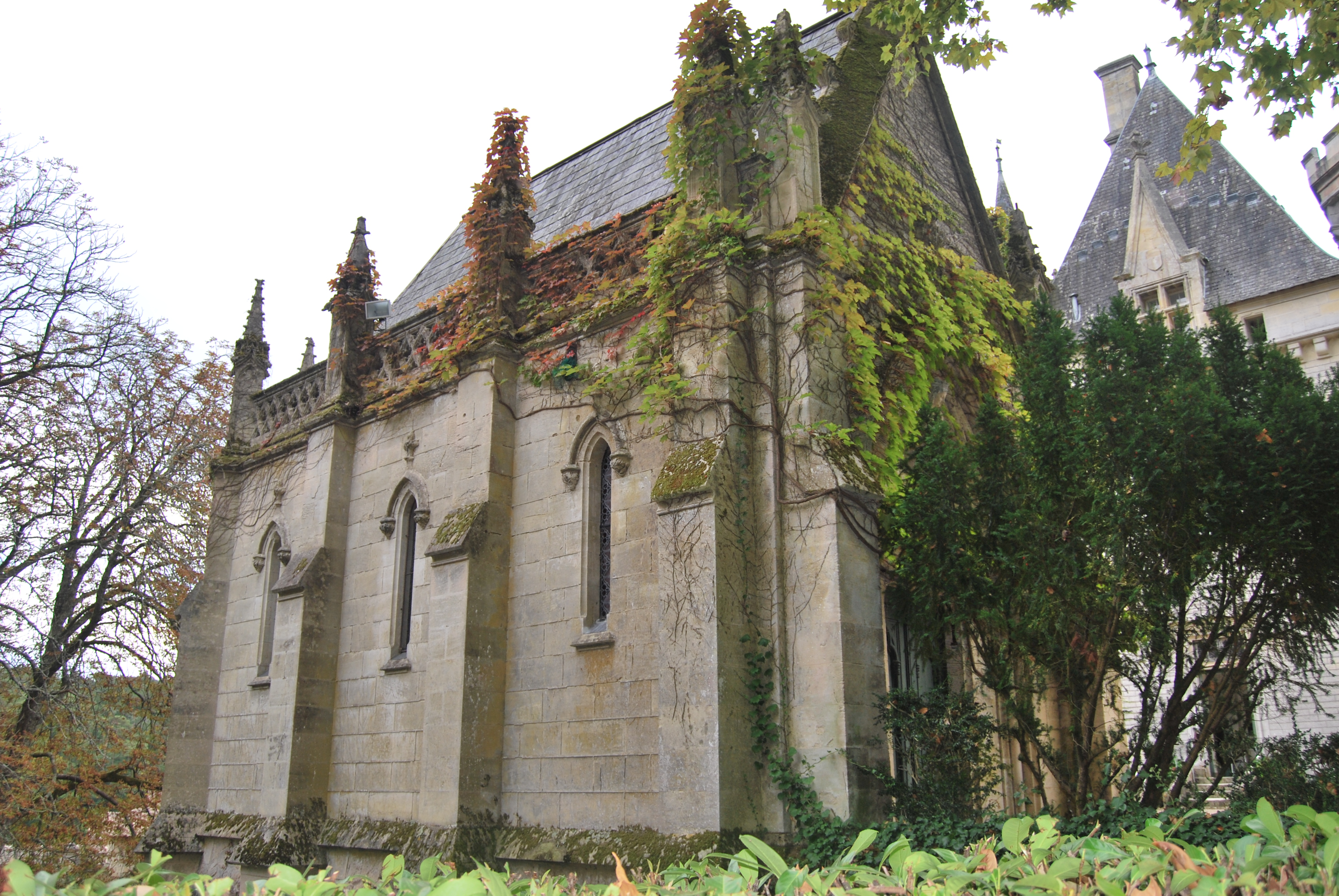
La chapelle
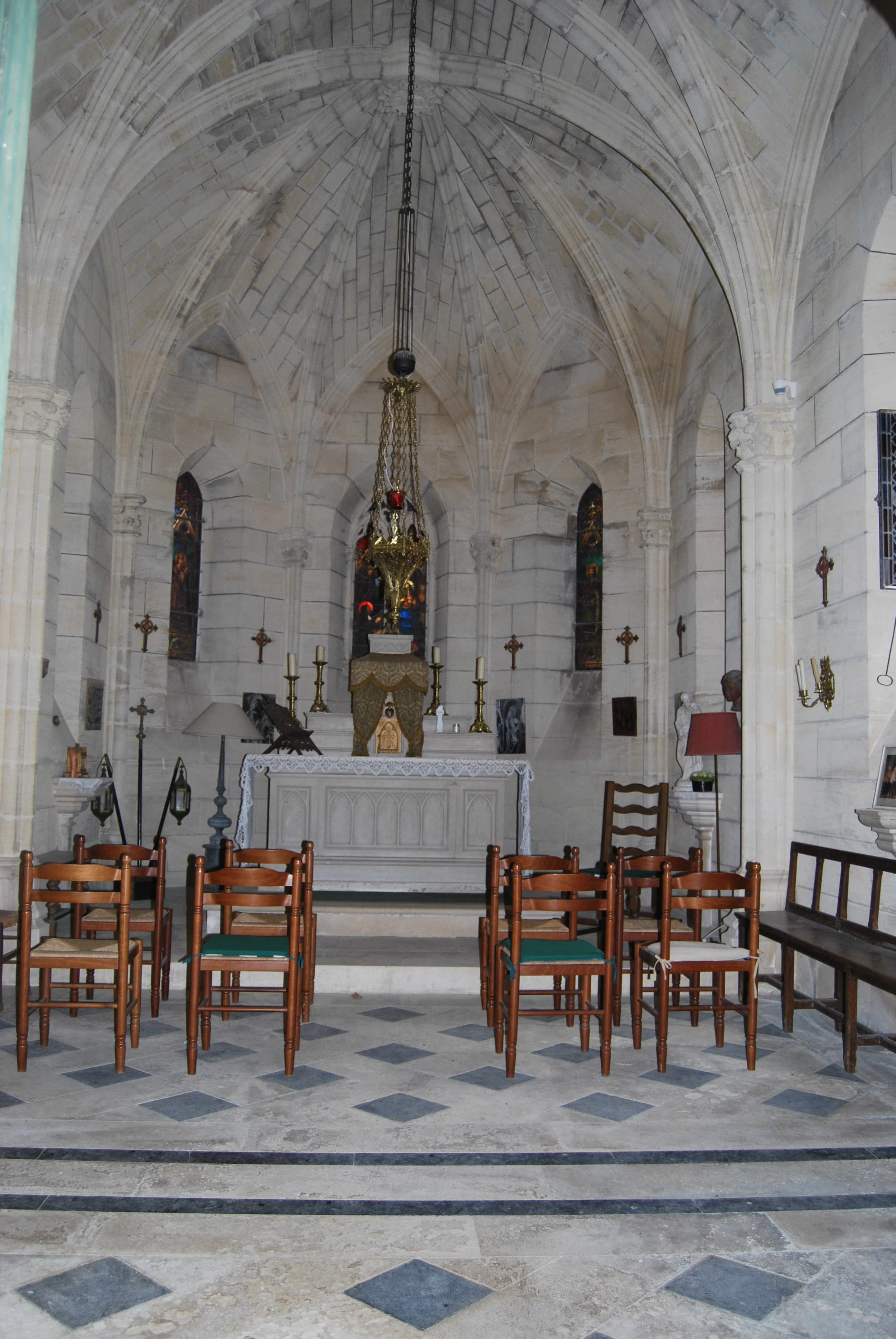
Intérieur de la chapelle

Le monument fait l’objet d’une inscription au titre des monuments historiques depuis le 19 avril 2010.